# Bernardo Fort-Brescia
Miguel Bernardo Fort-Brescia (Lima, 19 novembre 1951) è un architetto e imprenditore peruviano.

## Biografia
Figlio di Paolo e Rosa Brescia Cafferata, sorella degli imprenditori Pedro e Mario, ha studiato presso la Princeton University (New Jersey), conseguendo una laurea in Architettura e urbanistica nel 1973.
Nel 1975, ha conseguito un Master in Architettura presso l'Università di Harvard, dove ha successivamente ottenuto una cattedra.
Nel settembre del 1976 ha sposato l'architetto Laurinda Hope Spear, con la quale ha sei figli.
Nel 1977 ha fondato lo studio Arquitectonica, con la moglie Laurinda Spear, Andrés Duany, Elizabeth Plater - Zyberk. Questa azienda ha progettato e costruito numerosi edifici nei cinque continenti e il suo quartier generale è a Miami.
Nel 1996, è stato insignito del premio di design della American Institute of Architects e nel 1998, medaglia d'argento per il "Design Excellence". Inoltre, nel 1992, è stato reso Membro della American Institute of Architects e nel 1999, è stato inserito nella Hall of Fame of Interior Design. Nel 2000 ha ricevuto il Founder's Award dal Salvadori Center di New York.
Nel 2005 è stato eletto direttore del National Tourism Investment, oltre ad essere anche il direttore della compagnia di assicurazioni Rimac International Insurance Company, del cementificio Melon e dell'Hotel El Libertador, tutte proprietà della famiglia Brescia.

## Opere e progetti
- Costruzione Rimac, (bozza).
- Torre HSBC a Lima, 2013.
- Westin Libertador Hotel, 2011.
- The Cosmopolitan Resort & Casino a Las Vegas, 2010.
- Bronx Museum of the Arts a New York (espansione), 2006.
- Aeroporto Internazionale Jorge Chavez (espansione), 2005.
- Dijon Performing Arts Center, Francia.
- JW Marriott Hotel Lima, 2000.
- AmericanAirlines Arena a Miami, 1999.
- Hotel Westin Times Square a New York.
- Bank del Lussemburgo, 1994.
- Sede del Banco de Credito del Peru, 1988.
- Centro per la tecnologia innovativa, Virginia, 1988.
- Mulder House, Lima, 1984.
- Atlantis Condominium, Miami, 1982.
- Spear House, Miami, 1978.
- Torre Solaria (Milano)(2013)
- Infinity, Lussemburgo (2017-2021)